# Bơi marathon tại Đại hội Thể thao Bãi biển châu Á 2016
Môn Bơi marathon thi đấu cạnh tranh tại Đại hội Thể thao Bãi biển châu Á 2016 đang diễn ra ở Đà Nẵng, Việt Nam trên ngày 23 và 25 tháng 9 năm 2016 tại công viên Biển Đông, Đà Nẵng.

## Danh sách huy chương

### Nam
| Nội dung | Vàng                           | Bạc                      | Đồng                      |
| -------- | ------------------------------ | ------------------------ | ------------------------- |
| 5 km     | Vitaliy Khudyakov · Kazakhstan | Saleh Mohammad · Syria   | Trần Tấn Triệu · Việt Nam |
| 10 km    | Vitaliy Khudyakov · Kazakhstan | Wang Wenhao · Trung Quốc | Saleh Mohammad · Syria    |

### Nữ
| Nội dung | Vàng                                | Bạc                      | Đồng                          |
| -------- | ----------------------------------- | ------------------------ | ----------------------------- |
| 5 km     | Benjaporn Sriphanomthorn · Thái Lan | Lei Shan · Trung Quốc    | Li Yilin · Trung Quốc         |
| 10 km    | Xin Xin · Trung Quốc                | Yang Dandan · Trung Quốc | Xeniya Romanchuk · Kazakhstan |

## Bảng huy chương
| 1         | Kazakhstan | 2 | 0 | 1 | 3  |
| 2         | Trung Quốc | 1 | 3 | 1 | 5  |
| 3         | Thái Lan   | 1 | 0 | 0 | 1  |
| 4         | Syria      | 0 | 1 | 1 | 2  |
| 5         | Việt Nam   | 0 | 0 | 1 | 1  |
| Tổng cộng | Tổng cộng  | 4 | 4 | 4 | 12 |

## Kết quả

### Nam

#### 5 km
25 tháng 9
| Hạng | Vận động viên                | Thời gian |
| ---- | ---------------------------- | --------- |
| 1    | Vitaliy Khudyakov (KAZ)      | 58:03.3   |
| 2    | Saleh Mohammad (SYR)         | 58:10.6   |
| 3    | Trần Tấn Triệu (VIE)         | 58:54.1   |
| 4    | Trương Tử Bân (CHN)          | 59:06.0   |
| 5    | Hàn Lệ Đỗ (CHN)              | 1:00:18.0 |
| 6    | Kenessary Kenenbayev (KAZ)   | 1:01:13.7 |
| 7    | Lâm Quang Nhật (VIE)         | 1:02:34.8 |
| 8    | Singha Chau (HKG)            | 1:02:36.5 |
| 9    | Kalint Supviwattanakul (THA) | 1:04:51.4 |
| 10   | Axel Ngui (PHI)              | 1:05:14.0 |
| 11   | Abdulrahman Mohamed (QAT)    | 1:05:32.4 |
| 12   | Abdulla Abou-Ghazala (QAT)   | 1:06:10.5 |
| 13   | Winson Lee (HKG)             | 1:06:43.6 |
| 14   | Jiarapong Sangkhawat (THA)   | 1:08:04.0 |
| —    | Tharindu Udayanga (SRI)      | OTL       |
| —    | Eshan Welappu (SRI)          | OTL       |

#### 10 km
23 tháng 9

| Hạng | Vận động viên              | Thời gian |
| ---- | -------------------------- | --------- |
| 1    | Vitaliy Khudyakov (KAZ)    | 2:02:07.2 |
| 2    | Vương Văn Hào (CHN)        | 2:04:55.9 |
| 3    | Saleh Mohammad (SYR)       | 2:06:20.4 |
| 4    | Nguyễn Huy Hoàng (VIE)     | 2:06:29.0 |
| 5    | Tanakrit Kittiya (THA)     | 2:10:37.1 |
| 6    | Keith Sin (HKG)            | 2:12:18.2 |
| 7    | Uông Kính Uy (CHN)         | 2:15:46.2 |
| 8    | Thanath Jesdakham (THA)    | 2:17:28.3 |
| 9    | Kwan Ho Yin (HKG)          | 2:17:48.6 |
| 10   | Kenessary Kenenbayev (KAZ) | 2:24:56.0 |
| 11   | Jessie Lacuna (PHI)        | 2:26:53.6 |
| —    | Lâm Quang Nhật (VIE)       | DNF       |
| —    | Sridhar Aswathaaman (IND)  | DSQ       |

### Nữ

#### 5 km
23 tháng 9

| Hạng | Vận động viên                  | Thời gian |
| ---- | ------------------------------ | --------- |
| 1    | Benjaporn Sriphanomthorn (THA) | 1:05:57.6 |
| 2    | Lôi San (CHN)                  | 1:05:59.2 |
| 3    | Lý Nghị Lâm (CHN)              | 1:06:01.9 |
| 4    | Natthanan Junkrajang (THA)     | 1:06:17.8 |
| 5    | Xeniya Romanchuk (KAZ)         | 1:06:18.7 |
| 6    | Trần Thị Hồng Cẩm (VIE)        | 1:07:13.3 |
| 7    | Lê Thị Mỹ Thảo (VIE)           | 1:07:39.4 |
| 8    | Fiona Chan (HKG)               | 1:07:42.9 |
| 9    | Claudia Wong (HKG)             | 1:14:54.9 |
| 10   | Maria Claire Adorna (PHI)      | 1:15:05.2 |
| 11   | Courtney Gray (PHI)            | 1:17:44.6 |
| —    | Sunethra Wijeratne (SRI)       | DNF       |
| —    | Sashini Navodya (SRI)          | DNF       |

#### 10 km
25 tháng 9
| Rank | Athlete                        | Time      |
| ---- | ------------------------------ | --------- |
| 1    | Tân Tân (CHN)                  | 2:14:01.6 |
| 2    | Dương Đan Đan (CHN)            | 2:14:14.8 |
| 3    | Xeniya Romanchuk (KAZ)         | 2:14:20.0 |
| 4    | Lê Thị Mỹ Thảo (VIE)           | 2:19:48.8 |
| 5    | Tiffany Lee (HKG)              | 2:19:52.4 |
| 6    | Ammiga Himathongkom (THA)      | 2:26:21.1 |
| 7    | Lok Hoi Man (HKG)              | 2:34:39.0 |
| 8    | Courtney Gray (PHI)            | 2:38:41.8 |
| 9    | S. V. Nikitha (IND)            | 2:41:36.3 |
| —    | Benjaporn Sriphanomthorn (THA) | DNF       |
| —    | Mai Thị Linh (VIE)             | DNF       |
| —    | Maria Claire Adorna (PHI)      | DNS       |